# Ripa Teatina
Ripa Teatina község (comune) Olaszország Abruzzo régiójában, Chieti megyében

## Fekvése
A megye északnyugati részén fekszik. Határai: Bucchianico, Chieti, Francavilla al Mare, Miglianico, Torrevecchia Teatina és Villamagna.

## Története
Első írásos említése a 12. századból származik. A következő századokban nemesi birtok volt. Önállóságát a 19. század elején nyerte el, amikor a Nápolyi Királyságban felszámolták a feudalizmust.

## Népessége
A népesség számának alakulása:

## Főbb látnivalói
- San Pietro Apostolo-templom
- San Rocco-templom
- Santo Stefano martire-templom